# Three Sides Live
Three Sides Live – album grupy Genesís, wydany w roku 1982. Płyta wydana w Ameryce Północnej i niektórych krajach europejskich zawierała trzy strony koncertu, na stronie czwartej znalazły się studyjne utwory: "Paperlate", "You Might Recall", "Me and Virgil", "Evidence Of Autumn" i "Open Door". 
Album został ponownie wydany (remasterowany) w 1994 r. i zawierał tylko utwory koncertowe (podobnie jak wersja wydana w 1982 w Wielkiej Brytanii).

## Utwory
Dysk 1:
1. "Turn It On Again" - 5:01
2. "Dodo / Lurker" - 7:19
3. "Abacab" - 8:41
4. "Behind The Lines" - 5:25
5. "Duchess" - 6:33
6. "Me And Sarah Jane" - 5:52
7. "Follow You Follow Me" - 4:36
8. "Misunderstanding" - 3:55

Dysk 2:
1. "In The Cage" - 11:52
2. "Afterglow" - 8:43
3. "One For The Vine" - 10:36
4. "Fountain Of Salmacis" - 8:15
5. "It (+Watcher Of The Skies)" - 6:54

## Twórcy
- Tony Banks - instrumenty klawiszowe
- Phil Collins - śpiew, perkusja, instrumenty perkusyjne
- Mike Rutherford - gitara basowa, gitara
- Chester Thompson - perkusja
- Daryl Stuermer - gitara, gitara basowa